# 厲陰宅2
《厲陰宅2》（英語：The Conjuring 2，北美以外稱作）是一部於2016年上映的美國超自然恐怖片，由溫子仁執導，並與查德·海耶斯、凱利·海耶斯和大衛·萊斯利·強森共同編劇。本片為2013年電影《厲陰宅》的續集和厲陰宅宇宙的第二部電影，而故事是以真實事件「恩菲爾德靈異事件」改編。由薇拉·法蜜嘉、派翠克·威爾森、法蘭絲·歐康納、麥蒂森·沃爾夫、賽門·麥克伯尼以及法蘭卡·波坦特主演。該片定於2016年6月10日在美國上映，而臺灣則早於2016年6月8日上映。
電影獲得影評人和觀眾普遍好評，並在全球獲得超過3.2億美元的票房。

## 劇情
1976年，超自然現象探究者艾德與蘿琳·華倫夫婦處理阿米蒂維爾兇宅事件，協助盧茲一家確認該屋子是否在兩年前發生過滅門慘案，行兇者小羅納德·迪菲歐殘忍殺害他的家人後，在法庭上稱自己“遭魔鬼附身”，最後沒被採信而判處連續六個終身監禁。蘿琳運用自己的陰陽眼來探查屋子各處時，注意到一個修女形態的神秘惡靈，在幻象中險些被牠掐死。事件受新聞媒體的關注後引發眾多爭議，許多評論家認為盧茲一家與華倫夫婦主導這起案件欺瞞大眾以得到關注，大部分人因此將靈異事件視為笑柄，間接影響到世界各地的超自然現象探究者的可信度。
一年後，居住在英國倫敦恩菲爾德區的哈吉森一家，也經歷和阿米蒂維爾凶宅極為相似的事情。家中的11歲女孩珍妮·哈吉森，自從和姐姐瑪格麗特玩弄朋友贈送的通靈板後，突然頻繁出現夢遊狀態，並發現她會固定坐在一樓客廳裏靠牆角的舊沙發上。不僅如此，珍妮獨自在家一天時，突然注意到該舊沙發上坐著一個老人幽靈，始終聽見他生氣地喊「這是我的家！」。同一天晚上，連珍妮的母親佩姬也跟著孩子們目睹衣櫃突然自動移位，全家跑到鄰居家避難後叫來兩名警察，通過他們親眼見證椅子自動移位的事情才證實靈異事件的發生。
事情的傳出讓新聞媒體蜂擁而至，在媒體對哈吉森一家進行採訪時，幽靈通過附身與珍妮而自我介紹名叫比爾·威金斯，其曾經是房子的屋主，四十年前坐在牆角的沙發上去世，聲言他會盡他所能去折磨哈吉森一家來奪回屬於他的房子。與此同時，蘿琳獨自和女兒茱蒂在家時，再次以幻覺形式碰見之前遇過的惡靈修女，並目睹她用艾德之死的幻覺作為警告她不准再深入超自然現象探究，而蘿琳最後被茱蒂喊醒後發現她已經將手中的聖經劃爛。當哈吉森一家的靈異事件傳到艾德和蘿琳耳中時，本地教堂希望他們夫妻倆能前去調查一番，來證明這是真實情況還是騙局。
夫婦倆抵達倫敦後進入哈吉森宅瞭解情況，蘿琳用心安慰如今遭到眾人恐慌和牴觸的珍妮，會見另外兩位有名的超自然現象探究者莫里斯·葛羅斯和艾妮塔·葛雷格利。所有人為了證明此案的真實性，決定通過珍妮特親自會面一下比爾·威金森的幽靈，並讓珍妮通過喝水含住、以證明她沒有靠自己來製造比爾的聲音。期間，所有人通過背對著珍妮聽見比爾的聲音，希望能說服他不要再糾纏這家人。當艾德拿出自己的十字架時，比爾突然開始嚎叫且語無倫次；而所有人回頭時，珍妮嘴裡仍然含著水，然而還是找不出她遭附身的證據。
為了得到更多資訊，艾德和蘿琳決定暫時住在哈吉森宅中持續觀察。當珍妮再次被附身而在家中廚房裡引發一場騷亂，躲在暖氣管道中的珍妮面對艾德的十字架後，冒出先前相似的語無倫次狀態。當珍妮特恢復正常後，所有人透過錄影卻發現是珍妮故意製造靈異假像，艾妮塔由於曾經被人以同樣方式欺騙過而打道回府，艾德和蘿琳也決定返鄉，剛上火車準備離開時，艾德突然意識到真相，將珍妮發出的兩次叫聲結合起來變成比爾的求救聲；夫婦倆發現比爾其實受「惡靈修女」牽制住，持續騷擾珍妮來摧毀她的意志；而蘿琳的陰陽眼也被牠迷惑。
珍妮被強行附身後將自己鎖在房子裡，艾德和蘿琳趕回來後，艾德獨自通過地下室爬回房子去救珍妮，但暖氣管噴出蒸汽而弄傷他的眼睛。艾德一路上被攻擊，也被修女引誘至二樓窗邊。這時一條閃電擊斷哈吉森宅花園的大樹形成一根尖刺，蘿琳意識到艾德將會死在那裡，拿出她之前劃爛過的聖經上寫下的惡靈修女的名字為「瓦拉克」。艾德在珍妮即將跳下二樓窗戶時救下她，即將掉下去之際，蘿琳跑到二樓喊出瓦拉克的名字，最後將牠永遠驅逐回地獄。瓦拉克被擊垮的瞬間消失無蹤，艾德和珍妮也一同被蘿琳拉上去而得救。
事後，珍妮徹底擺脫附身而和家人們團圓，艾德將自己的十字架送給珍妮作為護身符，佩姬一家集體感謝艾德和蘿琳對他們的不離不棄。艾德回家後將哈吉森宅中刻畫英國童謠《扭曲男》的生動輪帶回家中的收藏館封存，放在上一起兇宅事件中拿回來的音樂盒、以及依然被鎖在玻璃櫃中的安娜貝爾娃娃附近；夫妻倆最後伴隨著貓王演唱的《墮入情網》而起舞。這場恩菲爾德靈異事件在之後被列為所有超自然靈異事件中記載最為詳細的一起，佩姬·哈吉森留在該宅中度過餘生，直到在2003年時坐在和已故比爾·威金斯去世時的同一個沙發上逝世。

## 演員
| 演員                            | 角色                             | 備註                                                                                         |
| 派翠克·威爾森 Patrick Wilson    | 艾德·華倫 Ed Warren              | 超自然現象探究者，為天主教唯一認可的未受聖職（無神父頭銜）的驅魔師，富有同情心和責任心。     |
| 薇拉·法蜜嘉 Vera Farmiga        | 蘿琳·華倫 Lorraine Warren        | 艾德的妻子，也是艾德辦案時的最佳搭檔，擁有與生俱來的陰陽眼，能夠看見普通人肉眼看不見的事物。 |
| 麥蒂森·沃爾夫 Madison Wolfe     | 珍妮·哈吉森 Janet Hodgson        | 哈吉森一家的次女，家中排行老二，被古老又強大的惡靈長期糾纏，她的經歷引發社會關注。           |
| 法蘭絲·歐康納 Frances O'Connor  | 佩姬·哈吉森 Peggy Hodgson        | 珍妮的母親，丈夫因外遇而離家後，陷入焦躁的她獨自維持家計，將四個孩子視為一切。               |
| 賽門·麥克伯尼 Simon McBurney    | 莫里斯·葛羅斯 Maurice Grosse     | 超自然現象研究者兼錄音員，與華倫夫婦一起調查哈吉森一家人所遭遇的事件。                       |
| 法蘭卡·波坦特 Franka Potente    | 艾妮塔·葛雷格利 Anita Gregory    | 超自然現象調查員，曾經被人騙過而名聲受損，決定以錄影來證明哈吉森一家人所經歷的是否屬實。     |
| 蘿倫·艾斯波西多 Lauren Esposito | 瑪格麗特·哈吉森 Margaret Hodgson | 珍妮的姐姐，家中排行老大，靠自己照顧兄弟姐妹們。                                             |
| 班傑明·黑格 Benjamin Haigh      | 比利·哈吉森 Billy Hodgson        | 佩姬的小兒子，家中排行最小，有輕微口語障礙而講話結巴。                                       |
| 派崔克·麥考利 Patrick McAuley   | 強尼·哈吉森 Johnny Hodgson       | 佩姬的大兒子，家中排行老三。                                                                 |
| 史特琳·潔林斯 Sterling Jerins   | 茱蒂·華倫 Judy Warren            | 艾德和蘿琳的女兒。                                                                           |

其他演員包括瑪莉亞·杜爾尼·肯尼迪和賽門·迪蘭尼飾演佩姬和維克·諾丁翰（Peggy and Vic Nottingham），哈吉森一家的友好鄰居，在她們一家無家可歸期間給予生活上的協助。鮑伯·亞德里安飾演比爾·威金斯（Bill Wilkins），哈吉森宅院的前屋主，因出血性腦中風在客廳沙發上離世，被惡靈瓦拉克擒住並操控。邦妮·艾倫斯飾演惡靈修女「瓦拉克」（Valak / Demon Nun），一個擁有修女形態的強大惡靈，持續於精神層面威脅蘿琳不准介入哈吉森一家的離奇靈異案件，由羅賓·阿特金·道恩斯擔任配音。

## 發行
《厲陰宅2》原定於2015年10月23日在美國上映，2014年10月，華納兄弟將上映日改至2016年的一個未知日期。2014年11月11日，宣布電影定於2016年6月10日上映，就如同前集一樣是在暑期推出。

### 評價
《厲陰宅2》獲得正面好評。爛番茄根據161篇專業影評獲得的新鮮度80%，平均得分6.56／10。Metacritic得分64，整體評價以正面居多。普遍認為儘管《厲陰宅2》不像前集如此恐怖，但仍維持著一貫順暢的敘事風格和質感，而其娛樂性則更上一層樓。

### 票房
北美方面，於2016年6月10日與《魔獸：崛起》和《出神入化2》共同競爭，預計在其首映週末能獲得約4000萬美元的票房。美國首週末票房收入為4030萬美元，成為首週末票房最高的6月份上映恐怖片。
台灣方面，首週五天票房為新台幣7000萬元；次週票房累計至新台幣1.2億元；第三週票房累計至新台幣1.4億元；最終全台票房為新台幣1.5億元。
| 上一届： 《忍者龜：破影而出》 | 2016年美國週末票房冠軍 第24周 | 下一届： 《海底總動員2：多莉去哪兒？》 |

## 續集
在《厲陰宅2》上映後，溫子仁受訪時表示，《厲陰宅》還可發展出更多續集。而編劇查德與凱利·海耶斯也表示願意參與續集。但由於溫子仁還答應了其他的工作邀約，因此有可能沒法繼續執導。溫子仁向Collider.com透露，如果真會有第三集，那他願意參與；他也指出，第三集的故事背景最好能發生在1980年代。2017年6月，宣布新線影業將會推出第三部《厲陰宅》電影，劇本由《厲陰宅2》的編劇之一大衛·萊斯利·強森撰寫。2019年5月，飾演華倫太太的薇拉·法蜜嘉在個人社群網站貼出與飾演華倫先生的派翠克·威爾森的合照，並聲明第三集即將開拍。

## 衍生作品

### 鬼修女
2016年6月15日，據報導，惡靈修女將推出名為《The Nun》的獨立電影，大衛·萊斯利·強森負責編劇。溫子仁和The Safran Company亦將參與製作。2017年2月初，宣布電影的導演為執導過數支短片的柯林·哈迪擔任。電影定於2018年7月13日在美國上映。

### 扭曲人
2017年5月31日，彼得·沙佛朗表示有望推出扭曲人的電影。2017年6月14日，據報導，該衍生電影名為《The Crooked Man》，由麥克·范·維斯撰寫劇本，而溫子仁和沙佛朗也將擔任監製。

## 外部連結
- 官方网站
- 互联网电影数据库（IMDb）上《厲陰宅2》的资料（英文）
- Box Office Mojo上《厲陰宅2》的資料（英文）
- Metacritic上《厲陰宅2》的資料（英文）
- 爛番茄上《厲陰宅2》的資料（英文）
- AllMovie上《厲陰宅2》的资料（英文）
- 開眼電影網上《厲陰宅2》的資料（繁體中文）
- 时光网上《厲陰宅2》的資料（简体中文）
- 豆瓣电影上《厲陰宅2》的資料 （简体中文）